# NGC 1753
NGC 1753 (другие обозначения — MCG -1-13-48, IRAS05000-0324, PGC 16610) — спиральная галактика (Sa) в созвездии Ориона. Открыта Льюисом Свифтом в 1886 году. Описание Дрейера: «очень тусклый, довольно маленький объект круглой формы, расположен к юго-востоку от NGC 1740». Возможно, галактика относится к Сверхскоплению Персея-Рыб.
Этот объект входит в число перечисленных в оригинальной редакции «Нового общего каталога».